# Mama (film, 2009)
A Mama az Oscar-díjra jelölt M. Tóth Géza 2009-ben bemutatott élőszereplős animációs rövidfilmje.

## Cselekmény
Történet a világot körbeérő teregetésről.

## Stáblista
Rendező, forgatókönyvíró: M. Tóth Géza 

Operatőr: Erdély Mátyás 

Főszereplő: Török-Illyés Orsolya 

Látványtervező: Hujber Balázs

Jelmeztervező: Bárdosi Ibolya

Zene: Pacsay Attila

Hang és Sound design: Madácsi Imre

Gyártásvezető: Taschler Andrea

A rendező munkatársa: Kárász Niki

Rendezőasszisztens: Kádár László

CGI: Nyolczas István, Lóránt Attila

Digitális utómunka: KGB Stúdió – Klingl Béla

Animáció: POST EDISON

## Díjak
2009
- 40. Magyar Filmszemle – Különdíj és a Diákzsűri díja
- BUSHO, Budapesti Rövidfilm Fesztivál – Különdíj
- Braunschweig Nemzetközi Filmfesztivál – Leo-díj – legjobb zene
- Krakkó Etiuda & Anima Fesztivál – Legjobb rendező
- Anilogue – Zsűri különdíja

2010
- Trieszt Maremetraggio – CEI-díj

## Fesztiválszereplések
- Bergamo Arte Nemzetközi Filmfesztivál
- Badalona Filmets
- Chemnitz SCHLINGEL
- Isztambul Nemzetközi Rövidfilmnapok
- Leuven Nemzetközi Rövidfilm Fesztivál
- Manchester Kinofilm
- BALKANIMA Nemzetközi Animációs Filmfesztivál
- Ourense Független Film Fesztivál
- Padova River Filmfesztivál
- Pisticci Lucania Filmfesztivál
- PLANETE Doc Review Filmfesztivál
- Segesvár Filmfesztivál
- Tallinn Black Nights Filmfesztivál
- Tokió Short Shorts Filmfesztivál
- Zágráb Animafest
- ANIMANIMA
- Bilbao ZINEBI
- Bukarest Anim'est
- Bursa SELYEMÚT Filmfesztivál
- Ljubljana ANIMATEKA
- Madrid Kísérleti Filmek Hete
- Marosvásárhely AlterNative
- MONSTRA – Lisszaboni Animációs Filmfesztivál
- Szarajevó Filmfesztivál
- Valladolid Nemzetközi Filmfesztivál
- Varsó Nemzetközi Filmfesztivál